# 羊岔街乡
羊岔街乡是中国云南省玉溪市元江哈尼族彝族傣族自治县下辖的一个乡。2011年，东峨镇与羊岔街乡撤销，成立曼来镇。

## 行政区划
羊岔街乡下辖阿龙浦村、平昌村、南溪村、团田村、旦弓村、韩家寨村。